# 518. pehotni polk (Wehrmacht)
Za druge 518. polke glejte 518. polk.
518. pehotni polk (izvirno nemško Infanterie-Regiment 518) je bil eden izmed pehotnih polkov v sestavi redne nemške kopenske vojske med drugo svetovno vojno.

## Zgodovina
Polk je bil ustanovljen 12. februarja 1940 kot polk 8. vala pri Magdeburgu iz delov 211. in 487. pehotnega polka; polk je bil dodeljen 295. pehotni diviziji. 
27. novembra 1940 je bil III. bataljon izvzet iz sestave in dodeljen 589. pehotnemu polku; bataljon je bil nadomeščen.
15. oktobra 1942 je bil polk preimenovan v 518. grenadirski polk.